# カタ・ジュタ

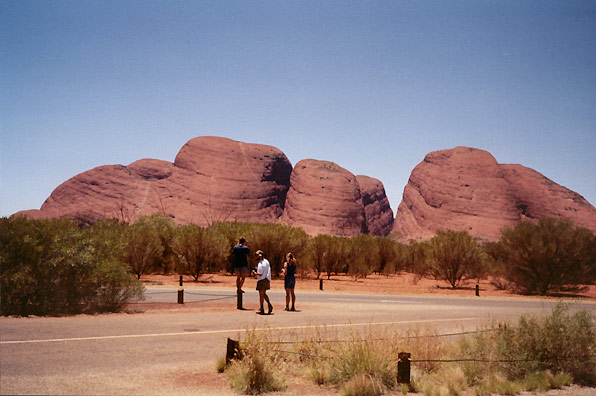
カタ・ジュタ

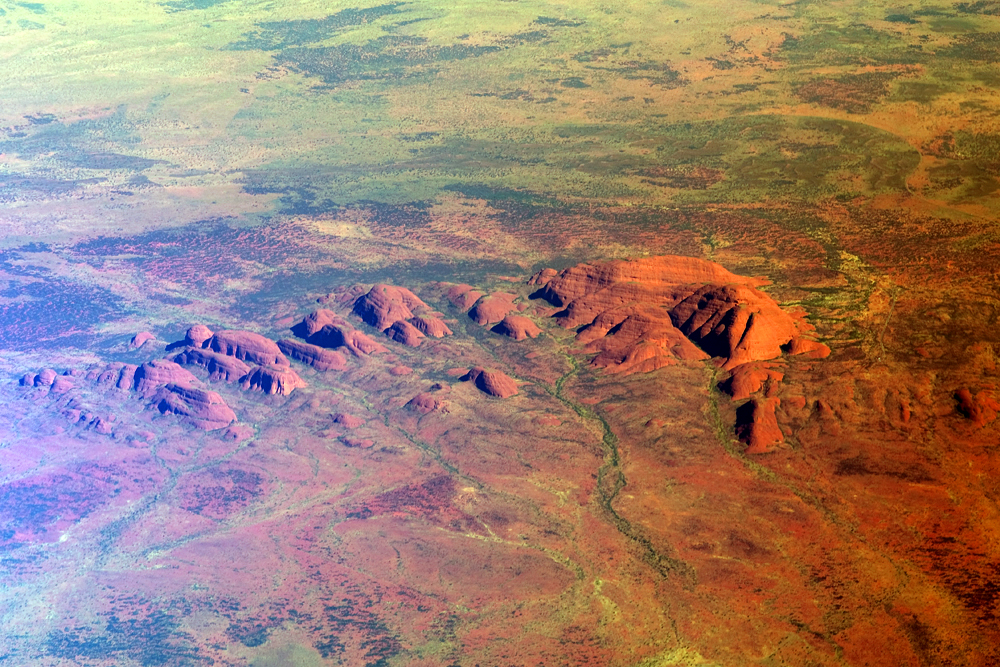
上空からの眺め

カタ・ジュタ（Kata Tjuṯa, Kata Tjuta）は、一般にオルガ山（Mount Olga）と呼ばれるオーストラリア・ノーザンテリトリーのアリススプリングス南西365kmに位置し約22平方kmに広がるいくつもの岩山（礫岩）で、高さは海抜1066m、地表から546mである。カタ・ジュタとはアボリジニの言葉で「多くの頭」という意味である。また、オルガという名前はドイツのヴュルテンベルク王妃オリガ（オルガ）にちなんでアーネスト・ジャイルズによりつけられた。ユネスコの世界遺産（複合遺産）に登録。
アボリジニの聖地の1つで、特に夜間に多くの儀式が行われる。この儀式は、過去には罰を与える場であり、時には死に至るほどの重い罰が与えられることもあった。ある女性がある男性に暴行を受けた、あるいは傷つけられたなどの事件があり、その男性がこの儀式で加害者と認められると、被害者の女性は加害者の男性の足を槍で突き刺すことを強制されたといった例がある。
カタ・ジュタは近隣のウルル（エアーズロック）などとともに頻繁にアボリジニの神話に登場する場所である。それによれば、この山の頂上にはワナンビと呼ばれる蛇が住んでいて、乾期にのみ下山するという。
巨石群の1つは、近くに「風の谷」と称される場所が存在することから、宮崎駿監督作品『風の谷のナウシカ』に登場する王蟲のモデルではないか、また「風の谷」モデルではないかとのという風評があるが、制作元であるジブリ側はオーストラリア各地のモデル地と噂される他のスポットと同様に、参考にはしていないと正式に否定している。